# Вестинье
Вестинье (итал. Vestignè, пьем. Vëssgné либо Vestigné) — коммуна в Италии, располагается в регионе Пьемонт, в провинции Турин.
Население составляет 852 человека (2008 г.), плотность населения составляет 71 чел./км². Занимает площадь 12 км². Почтовый индекс — 10030. Телефонный код — 0125.
Покровителем коммуны почитается святой Герман, празднование в первое воскресение сентября.

## Демография
Динамика населения:

## Администрация коммуны
- Официальный сайт: http://www.comune.vestigne.to.it